# Copa Davis 2008
Es 

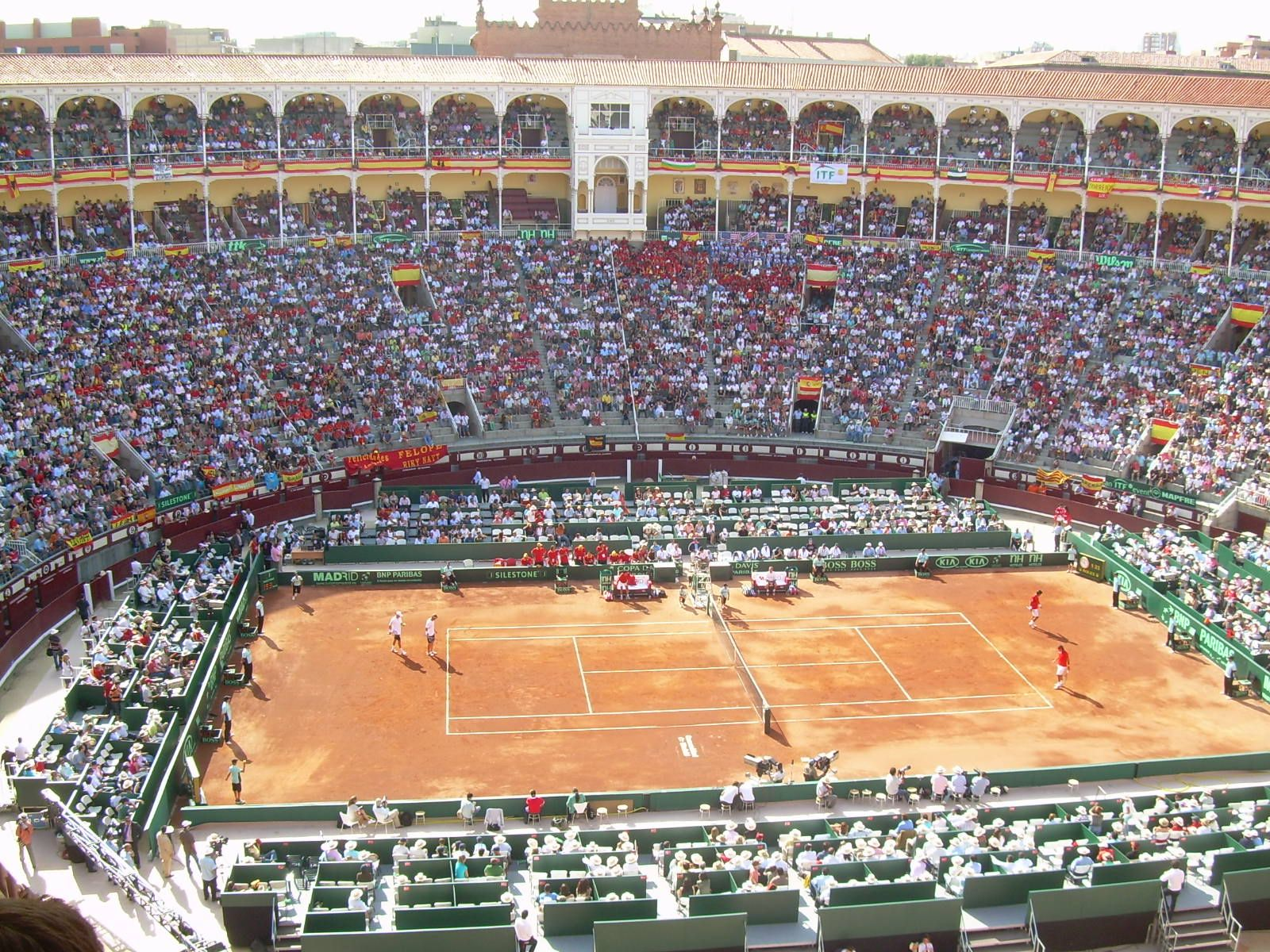
Partido de semifinales entre el equipo finalmente campeón, España, y los Estados Unidos en Las Ventas.

La Copa Davis 2008 fue la 97.ª edición de este torneo de tenis masculino, el más importante por naciones. Dieciséis equipos participaron en el Grupo Mundial y más de cien en los diferentes grupos regionales.
Los primeros partidos fueron disputados entre el 8 y el 10 de febrero de 2008, mientras que la final se disputó entre el 21 y el 23 de noviembre.
En la final, el equipo de Copa Davis de Argentina recibió al de España en el Estadio Polideportivo Islas Malvinas de Mar del Plata, ganando los últimos la tercera Copa Davis de su historia por 3-1.

## Grupo Mundial
| Equipos Participantes Grupo Mundial de 2008 | Equipos Participantes Grupo Mundial de 2008 | Equipos Participantes Grupo Mundial de 2008 | Equipos Participantes Grupo Mundial de 2008 | Equipos Participantes Grupo Mundial de 2008 | Equipos Participantes Grupo Mundial de 2008 | Equipos Participantes Grupo Mundial de 2008 | Equipos Participantes Grupo Mundial de 2008 |
| Alemania                                    | Argentina                                   | Austria                                     | Bélgica                                     | Corea del Sur                               | España                                      | Estados Unidos                              | Francia                                     |
| Israel                                      | Perú                                        | Reino Unido                                 | Rep. Checa                                  | Rumania                                     | Rusia                                       | Serbia                                      | Suecia                                      |
| ------------------------------------------- | ------------------------------------------- | ------------------------------------------- | ------------------------------------------- | ------------------------------------------- | ------------------------------------------- | ------------------------------------------- | ------------------------------------------- |

Cabezas de Serie
| 1. Rusia 2. Estados Unidos 3. Argentina 4. Alemania | 1. España 2. Suecia 3. Francia 4. Bélgica |

## Eliminatorias
|  | Octavos de final   | Octavos de final |           |   | Cuartos de final | Cuartos de final |  |  | Semifinales      | Semifinales      |  |  | Final           | Final           |
|  | 8-10 febrero       | 8-10 febrero     |           |   | 11-13 abril      | 11-13 abril      |  |  | 19-21 septiembre | 19-21 septiembre |  |  | 21-23 noviembre | 21-23 noviembre |
|  |                    |                  |           |   |                  |                  |  |  |                  |                  |  |  |                 |                 |
|  |                    |                  |           |   |                  |                  |  |  |                  |                  |  |  |                 |                 |
|  |                    |                  |           |   |                  |                  |  |  |                  |                  |  |  |                 |                 |
|  | Rusia (1)          | 3                |           |   |                  |                  |  |  |                  |                  |  |  |                 |                 |
|  | Rusia (1)          | 3                |           |   |                  |                  |  |  |                  |                  |  |  |                 |                 |
|  | Serbia             | 2                |           |   |                  |                  |  |  |                  |                  |  |  |                 |                 |
|  | Serbia             | 2                | Rusia     | 3 |                  |                  |  |  |                  |                  |  |  |                 |                 |
|  |                    |                  |           | 3 |                  |                  |  |  |                  |                  |  |  |                 |                 |
|  |                    | República Checa  | 2         |   |                  |                  |  |  |                  |                  |  |  |                 |                 |
|  | República Checa    | República Checa  | 2         | 3 |                  |                  |  |  |                  |                  |  |  |                 |                 |
|  | República Checa    |                  |           | 3 |                  |                  |  |  |                  |                  |  |  |                 |                 |
|  | Bélgica (8)        | 2                |           |   |                  |                  |  |  |                  |                  |  |  |                 |                 |
|  | Bélgica (8)        | 2                | Rusia     | 2 |                  |                  |  |  |                  |                  |  |  |                 |                 |
|  |                    |                  |           | 2 |                  |                  |  |  |                  |                  |  |  |                 |                 |
|  |                    | Argentina        | 3         |   |                  |                  |  |  |                  |                  |  |  |                 |                 |
|  | Argentina (3)      | Argentina        | 3         | 4 |                  |                  |  |  |                  |                  |  |  |                 |                 |
|  | Argentina (3)      |                  |           | 4 |                  |                  |  |  |                  |                  |  |  |                 |                 |
|  | Reino Unido        | 1                |           |   |                  |                  |  |  |                  |                  |  |  |                 |                 |
|  | Reino Unido        | 1                | Argentina | 4 |                  |                  |  |  |                  |                  |  |  |                 |                 |
|  |                    |                  |           | 4 |                  |                  |  |  |                  |                  |  |  |                 |                 |
|  |                    | Suecia           | 1         |   |                  |                  |  |  |                  |                  |  |  |                 |                 |
|  | Israel             | Suecia           | 1         | 2 |                  |                  |  |  |                  |                  |  |  |                 |                 |
|  | Israel             |                  |           | 2 |                  |                  |  |  |                  |                  |  |  |                 |                 |
|  | Suecia (6)         | 3                |           |   |                  |                  |  |  |                  |                  |  |  |                 |                 |
|  | Suecia (6)         | 3                | Argentina | 1 |                  |                  |  |  |                  |                  |  |  |                 |                 |
|  |                    |                  |           | 1 |                  |                  |  |  |                  |                  |  |  |                 |                 |
|  |                    | España           | 3         |   |                  |                  |  |  |                  |                  |  |  |                 |                 |
|  | Alemania (4)       | España           | 3         | 3 |                  |                  |  |  |                  |                  |  |  |                 |                 |
|  | Alemania (4)       |                  |           | 3 |                  |                  |  |  |                  |                  |  |  |                 |                 |
|  | Corea del Sur      | 2                |           |   |                  |                  |  |  |                  |                  |  |  |                 |                 |
|  | Corea del Sur      | 2                | Alemania  | 1 |                  |                  |  |  |                  |                  |  |  |                 |                 |
|  |                    |                  |           | 1 |                  |                  |  |  |                  |                  |  |  |                 |                 |
|  |                    | España           | 4         |   |                  |                  |  |  |                  |                  |  |  |                 |                 |
|  | Perú               | España           | 4         | 0 |                  |                  |  |  |                  |                  |  |  |                 |                 |
|  | Perú               |                  |           | 0 |                  |                  |  |  |                  |                  |  |  |                 |                 |
|  | España (5)         | 5                |           |   |                  |                  |  |  |                  |                  |  |  |                 |                 |
|  | España (5)         | 5                | España    | 4 |                  |                  |  |  |                  |                  |  |  |                 |                 |
|  |                    |                  |           | 4 |                  |                  |  |  |                  |                  |  |  |                 |                 |
|  |                    | Estados Unidos   | 1         |   |                  |                  |  |  |                  |                  |  |  |                 |                 |
|  | Rumania            | Estados Unidos   | 1         | 0 |                  |                  |  |  |                  |                  |  |  |                 |                 |
|  | Rumania            |                  |           | 0 |                  |                  |  |  |                  |                  |  |  |                 |                 |
|  | Francia (7)        | 5                |           |   |                  |                  |  |  |                  |                  |  |  |                 |                 |
|  | Francia (7)        | 5                | Francia   | 1 |                  |                  |  |  |                  |                  |  |  |                 |                 |
|  |                    |                  |           | 1 |                  |                  |  |  |                  |                  |  |  |                 |                 |
|  |                    | Estados Unidos   | 4         |   |                  |                  |  |  |                  |                  |  |  |                 |                 |
|  | Austria            | Estados Unidos   | 4         | 1 |                  |                  |  |  |                  |                  |  |  |                 |                 |
|  | Austria            |                  |           | 1 |                  |                  |  |  |                  |                  |  |  |                 |                 |
|  | Estados Unidos (2) | 4                |           |   |                  |                  |  |  |                  |                  |  |  |                 |                 |
|  | Estados Unidos (2) | 4                |           |   |                  |                  |  |  |                  |                  |  |  |                 |                 |

- En cursiva equipos que juegan de local.
- Entre paréntesis, el número de cabeza de serie

### Octavos de final
| | Bandera de Rusia  | Rusia                           | 3     | 2     | Serbia | Bandera de Serbia |   |
| --- | ----------------- | ------------------------------- | ----- | ----- | ------ | ----------------- | - |
| Palacio de los Deportes Luzhniki, Moscú, Rusia 8 al 10 de febrero de 2008 |                   |                                 |       |       |        |                   |   |
| \| 1 \| \| Mijaíl Yuzhny \| 2 \| 6 \| 6 \| 6 \| \| \| 1 \| \| Nenad Zimonjić \| 6 \| 3 \| 2 \| 4 \| \| \| 2 \| \| Nikolái Davydenko \| 6 \| 1 \| 6 \| 1 \| 6 \| \| 2 \| \| Viktor Troicki \| 1 \| 6 \| 3 \| 6 \| 2 \| \| 3 \| \| Mijaíl Yuzhny – Dmitri Tursúnov \| 3 \| 6 (5) \| 6 (5) \| \| \| \| 3 \| \| Novak Đoković – Nenad Zimonjić \| 6 \| 7 \| 7 \| \| \| \| 4 \| \| Nikolái Davydenko \| 4 \| 3 \| 6 \| \| \| \| 4 \| \| Novak Đoković \| 6 \| 6 \| 4 \| R \| \| \| 5 \| \| Dmitri Tursúnov \| 6 (7) \| 6 \| 3 \| \| \| \| 5 \| \| Viktor Troicki \| 7 \| 4 \| 6 \| \| \| |                   |                                 |       |       |        |                   |   |
| 1 | Bandera de Rusia  | Mijaíl Yuzhny                   | 2     | 6     | 6      | 6                 |   |
| 1 | Bandera de Serbia | Nenad Zimonjić                  | 6     | 3     | 2      | 4                 |   |
| 2 | Bandera de Rusia  | Nikolái Davydenko               | 6     | 1     | 6      | 1                 | 6 |
| 2 | Bandera de Serbia | Viktor Troicki                  | 1     | 6     | 3      | 6                 | 2 |
| 3 | Bandera de Rusia  | Mijaíl Yuzhny – Dmitri Tursúnov | 3     | 6 (5) | 6 (5)  |                   |   |
| 3 | Bandera de Serbia | Novak Đoković – Nenad Zimonjić  | 6     | 7     | 7      |                   |   |
| 4 | Bandera de Rusia  | Nikolái Davydenko               | 4     | 3     | 6      |                   |   |
| 4 | Bandera de Serbia | Novak Đoković                   | 6     | 6     | 4      | R                 |   |
| 5 | Bandera de Rusia  | Dmitri Tursúnov                 | 6 (7) | 6     | 3      |                   |   |
| 5 | Bandera de Serbia | Viktor Troicki                  | 7     | 4     | 6      |                   |   |

| | Bandera de República Checa | República Checa                  | 3     | 2     | Bélgica | Bandera de Bélgica |   |
| --- | -------------------------- | -------------------------------- | ----- | ----- | ------- | ------------------ | - |
| ČEZ Aréna, Ostrava, República Checa 8 al 10 de febrero de 2008 |                            |                                  |       |       |         |                    |   |
| \| 1 \| \| Tomáš Berdych \| 6 \| 6 \| 6 \| \| \| \| 1 \| \| Kristof Vliegen \| 3 \| 1 \| 4 \| \| \| \| 2 \| \| Radek Štěpánek \| 6 \| 7 \| 7 \| \| \| \| 2 \| \| Steve Darcis \| 4 \| 6 (4) \| 6 (5) \| \| \| \| 3 \| \| Tomáš Berdych – Radek Štěpánek \| 6 (2) \| 7 \| 7 \| 5 \| 6 \| \| 3 \| \| Kristof Vliegen – Olivier Rochus \| 7 \| 6 (6) \| 5 \| 7 \| 4 \| \| 4 \| \| Lukáš Dlouhý \| 6 (6) \| 4 \| \| \| \| \| 4 \| \| Steve Darcis \| 7 \| 6 \| \| \| \| \| 5 \| \| Pavel Vízner \| 7 \| 5 \| 2 \| R \| \| \| 5 \| \| Ruben Bemelmans \| 6 (4) \| 7 \| 2 \| \| \| |                            |                                  |       |       |         |                    |   |
| 1 | Bandera de República Checa | Tomáš Berdych                    | 6     | 6     | 6       |                    |   |
| 1 | Bandera de Bélgica         | Kristof Vliegen                  | 3     | 1     | 4       |                    |   |
| 2 | Bandera de República Checa | Radek Štěpánek                   | 6     | 7     | 7       |                    |   |
| 2 | Bandera de Bélgica         | Steve Darcis                     | 4     | 6 (4) | 6 (5)   |                    |   |
| 3 | Bandera de República Checa | Tomáš Berdych – Radek Štěpánek   | 6 (2) | 7     | 7       | 5                  | 6 |
| 3 | Bandera de Bélgica         | Kristof Vliegen – Olivier Rochus | 7     | 6 (6) | 5       | 7                  | 4 |
| 4 | Bandera de República Checa | Lukáš Dlouhý                     | 6 (6) | 4     |         |                    |   |
| 4 | Bandera de Bélgica         | Steve Darcis                     | 7     | 6     |         |                    |   |
| 5 | Bandera de República Checa | Pavel Vízner                     | 7     | 5     | 2       | R                  |   |
| 5 | Bandera de Bélgica         | Ruben Bemelmans                  | 6 (4) | 7     | 2       |                    |   |

| | Bandera de Argentina    | Argentina                       | 4     | 1      | Reino Unido | Bandera del Reino Unido |  |
| --- | ----------------------- | ------------------------------- | ----- | ------ | ----------- | ----------------------- |  |
| Estadio Parque Roca, Buenos Aires, Argentina 8 al 10 de febrero de 2008 |                         |                                 |       |        |             |                         |  |
| \| 1 \| \| David Nalbandian \| 6 \| 6 \| 6 \| \| \| \| 1 \| \| Jamie Baker \| 1 \| 3 \| 3 \| \| \| \| 2 \| \| Agustín Calleri \| 6 \| 6 \| 6 \| \| \| \| 2 \| \| Alex Bogdanovic \| 3 \| 1 \| 1 \| \| \| \| 3 \| \| José Acasuso – David Nalbandian \| 6 \| 7 \| 6 \| \| \| \| 3 \| \| Ross Hutchins – Jamie Murray \| 2 \| 6 (11) \| 0 \| \| \| \| 4 \| \| José Acasuso \| 7 \| 7 \| \| \| \| \| 4 \| \| Alex Bogdanovic \| 5 \| 5 \| \| \| \| \| 5 \| \| Agustín Calleri \| 6 (4) \| 4 \| \| \| \| \| 5 \| \| Jamie Baker \| 7 \| 6 \| \| \| \| |                         |                                 |       |        |             |                         |  |
| 1 | Bandera de Argentina    | David Nalbandian                | 6     | 6      | 6           |                         |  |
| 1 | Bandera del Reino Unido | Jamie Baker                     | 1     | 3      | 3           |                         |  |
| 2 | Bandera de Argentina    | Agustín Calleri                 | 6     | 6      | 6           |                         |  |
| 2 | Bandera del Reino Unido | Alex Bogdanovic                 | 3     | 1      | 1           |                         |  |
| 3 | Bandera de Argentina    | José Acasuso – David Nalbandian | 6     | 7      | 6           |                         |  |
| 3 | Bandera del Reino Unido | Ross Hutchins – Jamie Murray    | 2     | 6 (11) | 0           |                         |  |
| 4 | Bandera de Argentina    | José Acasuso                    | 7     | 7      |             |                         |  |
| 4 | Bandera del Reino Unido | Alex Bogdanovic                 | 5     | 5      |             |                         |  |
| 5 | Bandera de Argentina    | Agustín Calleri                 | 6 (4) | 4      |             |                         |  |
| 5 | Bandera del Reino Unido | Jamie Baker                     | 7     | 6      |             |                         |  |

| | Bandera de Israel | Israel                           | 2     | 3     | Suecia | Bandera de Suecia |  |
| --- | ----------------- | -------------------------------- | ----- | ----- | ------ | ----------------- |  |
| Canada Stadium, Ramat HaSharon, Israel 8 al 10 de febrero de 2008 |                   |                                  |       |       |        |                   |  |
| \| 1 \| \| Dudi Sela \| 7 \| 6 \| 6 \| \| \| \| 1 \| \| Jonas Björkman \| 6 (8) \| 3 \| 1 \| \| \| \| 2 \| \| Harel Levy \| 1 \| 1 \| 3 \| \| \| \| 2 \| \| Thomas Johansson \| 6 \| 6 \| 6 \| \| \| \| 3 \| \| Jonathan Erlich – Andy Ram \| 6 \| 7 \| 7 \| \| \| \| 3 \| \| Simon Aspelin – Robert Lindstedt \| 3 \| 6 (3) \| 5 \| \| \| \| 4 \| \| Dudi Sela \| 6 (6) \| 1 \| 5 \| \| \| \| 4 \| \| Thomas Johansson \| 7 \| 6 \| 7 \| \| \| \| 5 \| \| Harel Levy \| 6 \| 4 \| 3 \| 6 (6) \| \| \| 5 \| \| Jonas Björkman \| 0 \| 6 \| 6 \| 7 \| \| |                   |                                  |       |       |        |                   |  |
| 1 | Bandera de Israel | Dudi Sela                        | 7     | 6     | 6      |                   |  |
| 1 | Bandera de Suecia | Jonas Björkman                   | 6 (8) | 3     | 1      |                   |  |
| 2 | Bandera de Israel | Harel Levy                       | 1     | 1     | 3      |                   |  |
| 2 | Bandera de Suecia | Thomas Johansson                 | 6     | 6     | 6      |                   |  |
| 3 | Bandera de Israel | Jonathan Erlich – Andy Ram       | 6     | 7     | 7      |                   |  |
| 3 | Bandera de Suecia | Simon Aspelin – Robert Lindstedt | 3     | 6 (3) | 5      |                   |  |
| 4 | Bandera de Israel | Dudi Sela                        | 6 (6) | 1     | 5      |                   |  |
| 4 | Bandera de Suecia | Thomas Johansson                 | 7     | 6     | 7      |                   |  |
| 5 | Bandera de Israel | Harel Levy                       | 6     | 4     | 3      | 6 (6)             |  |
| 5 | Bandera de Suecia | Jonas Björkman                   | 0     | 6     | 6      | 7                 |  |

| | Bandera de Alemania      | Alemania                                   | 3 | 2 | Corea del Sur | Bandera de Corea del Sur |   |
| --- | ------------------------ | ------------------------------------------ | - | - | ------------- | ------------------------ | - |
| Volkswagen Halle, Braunschweig, Alemania 8 al 10 de febrero de 2008 |                          |                                            |   |   |               |                          |   |
| \| 1 \| \| Philipp Kohlschreiber \| 6 \| 6 \| 6 \| \| \| \| 1 \| \| Jae-Sung An \| 2 \| 2 \| 2 \| \| \| \| 2 \| \| Florian Mayer \| 5 \| 3 \| 6 \| 7 \| 3 \| \| 2 \| \| Hyung-Taik Lee \| 7 \| 6 \| 1 \| 6 (6) \| 6 \| \| 3 \| \| Philipp Kohlschreiber – Philipp Petzschner \| 6 \| 6 \| 6 \| \| \| \| 3 \| \| Woong-Sun Jun – Jae-Sung An \| 1 \| 3 \| 3 \| \| \| \| 4 \| \| Philipp Kohlschreiber \| 6 \| 4 \| 6 \| 7 \| \| \| 4 \| \| Hyung-Taik Lee \| 0 \| 6 \| 1 \| 6 (6) \| \| \| 5 \| \| Michael Berrer \| 1 \| 6 \| 4 \| \| \| \| 5 \| \| Woong-Sun Jun \| 6 \| 3 \| 6 \| \| \| |                          |                                            |   |   |               |                          |   |
| 1 | Bandera de Alemania      | Philipp Kohlschreiber                      | 6 | 6 | 6             |                          |   |
| 1 | Bandera de Corea del Sur | Jae-Sung An                                | 2 | 2 | 2             |                          |   |
| 2 | Bandera de Alemania      | Florian Mayer                              | 5 | 3 | 6             | 7                        | 3 |
| 2 | Bandera de Corea del Sur | Hyung-Taik Lee                             | 7 | 6 | 1             | 6 (6)                    | 6 |
| 3 | Bandera de Alemania      | Philipp Kohlschreiber – Philipp Petzschner | 6 | 6 | 6             |                          |   |
| 3 | Bandera de Corea del Sur | Woong-Sun Jun – Jae-Sung An                | 1 | 3 | 3             |                          |   |
| 4 | Bandera de Alemania      | Philipp Kohlschreiber                      | 6 | 4 | 6             | 7                        |   |
| 4 | Bandera de Corea del Sur | Hyung-Taik Lee                             | 0 | 6 | 1             | 6 (6)                    |   |
| 5 | Bandera de Alemania      | Michael Berrer                             | 1 | 6 | 4             |                          |   |
| 5 | Bandera de Corea del Sur | Woong-Sun Jun                              | 6 | 3 | 6             |                          |   |

| | Bandera de Perú   | Perú                                | 0 | 5 | España | Bandera de España |  |
| --- | ----------------- | ----------------------------------- | - | - | ------ | ----------------- |  |
| Jockey Club, Lima, Perú 8 al 10 de febrero de 2008 |                   |                                     |   |   |        |                   |  |
| \| 1 \| \| Matías Silva \| 3 \| 5 \| 0 \| \| \| \| 1 \| \| Nicolás Almagro \| 6 \| 7 \| 6 \| \| \| \| 2 \| \| Iván Miranda \| 2 \| 3 \| 3 \| \| \| \| 2 \| \| Tommy Robredo \| 6 \| 6 \| 6 \| \| \| \| 3 \| \| Luis Horna – Iván Miranda \| 3 \| 4 \| 6 (4) \| \| \| \| 3 \| \| Feliciano López – Fernando Verdasco \| 6 \| 6 \| 7 \| \| \| \| 4 \| \| Mauricio Echazú \| 4 \| 1 \| \| \| \| \| 4 \| \| Tommy Robredo \| 6 \| 6 \| \| \| \| \| 5 \| \| Iván Miranda \| 2 \| 3 \| \| \| \| \| 5 \| \| Nicolás Almagro \| 6 \| 6 \| \| \| \| |                   |                                     |   |   |        |                   |  |
| 1 | Bandera de Perú   | Matías Silva                        | 3 | 5 | 0      |                   |  |
| 1 | Bandera de España | Nicolás Almagro                     | 6 | 7 | 6      |                   |  |
| 2 | Bandera de Perú   | Iván Miranda                        | 2 | 3 | 3      |                   |  |
| 2 | Bandera de España | Tommy Robredo                       | 6 | 6 | 6      |                   |  |
| 3 | Bandera de Perú   | Luis Horna – Iván Miranda           | 3 | 4 | 6 (4)  |                   |  |
| 3 | Bandera de España | Feliciano López – Fernando Verdasco | 6 | 6 | 7      |                   |  |
| 4 | Bandera de Perú   | Mauricio Echazú                     | 4 | 1 |        |                   |  |
| 4 | Bandera de España | Tommy Robredo                       | 6 | 6 |        |                   |  |
| 5 | Bandera de Perú   | Iván Miranda                        | 2 | 3 |        |                   |  |
| 5 | Bandera de España | Nicolás Almagro                     | 6 | 6 |        |                   |  |

| | Bandera de Rumania | Rumania                         | 0     | 5     | Francia | Bandera de Francia |   |
| --- | ------------------ | ------------------------------- | ----- | ----- | ------- | ------------------ | - |
| Sala Transilvania, Sibiu, Rumania 8 al 10 de febrero de 2008 |                    |                                 |       |       |         |                    |   |
| \| 1 \| \| Victor Hănescu \| 6 (5) \| 4 \| 5 \| \| \| \| 1 \| \| Richard Gasquet \| 7 \| 6 \| 7 \| \| \| \| 2 \| \| Andrei Pavel \| 7 \| 4 \| 4 \| 4 \| \| \| 2 \| \| Jo-Wilfried Tsonga \| 6 (2) \| 6 \| 6 \| 6 \| \| \| 3 \| \| Florin Mergea – Horia Tecău \| 3 \| 4 \| 7 \| 6 \| 2 \| \| 3 \| \| Arnaud Clément – Michaël Llodra \| 6 \| 6 \| 6 (6) \| 3 \| 6 \| \| 4 \| \| Andrei Pavel \| 6 (5) \| 6 (7) \| \| \| \| \| 4 \| \| Michaël Llodra \| 7 \| 7 \| \| \| \| \| 5 \| \| Horia Tecău \| 6 (3) \| 6 \| 4 \| \| \| \| 5 \| \| Arnaud Clément \| 7 \| 2 \| 6 \| \| \| |                    |                                 |       |       |         |                    |   |
| 1 | Bandera de Rumania | Victor Hănescu                  | 6 (5) | 4     | 5       |                    |   |
| 1 | Bandera de Francia | Richard Gasquet                 | 7     | 6     | 7       |                    |   |
| 2 | Bandera de Rumania | Andrei Pavel                    | 7     | 4     | 4       | 4                  |   |
| 2 | Bandera de Francia | Jo-Wilfried Tsonga              | 6 (2) | 6     | 6       | 6                  |   |
| 3 | Bandera de Rumania | Florin Mergea – Horia Tecău     | 3     | 4     | 7       | 6                  | 2 |
| 3 | Bandera de Francia | Arnaud Clément – Michaël Llodra | 6     | 6     | 6 (6)   | 3                  | 6 |
| 4 | Bandera de Rumania | Andrei Pavel                    | 6 (5) | 6 (7) |         |                    |   |
| 4 | Bandera de Francia | Michaël Llodra                  | 7     | 7     |         |                    |   |
| 5 | Bandera de Rumania | Horia Tecău                     | 6 (3) | 6     | 4       |                    |   |
| 5 | Bandera de Francia | Arnaud Clément                  | 7     | 2     | 6       |                    |   |

| | Bandera de Austria        | Austria                       | 1 | 4 | Estados Unidos | Bandera de Estados Unidos |   |
| --- | ------------------------- | ----------------------------- | - | - | -------------- | ------------------------- | - |
| Ferry Dusika Hallenstadion, Viena, Austria 8 al 10 de febrero de 2008 |                           |                               |   |   |                |                           |   |
| \| 1 \| \| Jürgen Melzer \| 4 \| 6 \| 3 \| 7 \| 3 \| \| 1 \| \| Andy Roddick \| 6 \| 4 \| 6 \| 6 (4) \| 6 \| \| 2 \| \| Stefan Koubek \| 7 \| 5 \| 2 \| 2 \| \| \| 2 \| \| James Blake \| 5 \| 7 \| 6 \| 6 \| \| \| 3 \| \| Julian Knowle – Jürgen Melzer \| 1 \| 4 \| 2 \| \| \| \| 3 \| \| Bob Bryan – Mike Bryan \| 6 \| 6 \| 6 \| \| \| \| 4 \| \| Stefan Koubek \| 7 \| 1 \| \| \| \| \| 4 \| \| Mike Bryan \| 5 \| 0 \| R \| \| \| \| 5 \| \| Werner Eschauer \| 0 \| 6 \| 6 (3) \| \| \| \| 5 \| \| Bob Bryan \| 6 \| 3 \| 7 \| \| \| |                           |                               |   |   |                |                           |   |
| 1 | Bandera de Austria        | Jürgen Melzer                 | 4 | 6 | 3              | 7                         | 3 |
| 1 | Bandera de Estados Unidos | Andy Roddick                  | 6 | 4 | 6              | 6 (4)                     | 6 |
| 2 | Bandera de Austria        | Stefan Koubek                 | 7 | 5 | 2              | 2                         |   |
| 2 | Bandera de Estados Unidos | James Blake                   | 5 | 7 | 6              | 6                         |   |
| 3 | Bandera de Austria        | Julian Knowle – Jürgen Melzer | 1 | 4 | 2              |                           |   |
| 3 | Bandera de Estados Unidos | Bob Bryan – Mike Bryan        | 6 | 6 | 6              |                           |   |
| 4 | Bandera de Austria        | Stefan Koubek                 | 7 | 1 |                |                           |   |
| 4 | Bandera de Estados Unidos | Mike Bryan                    | 5 | 0 | R              |                           |   |
| 5 | Bandera de Austria        | Werner Eschauer               | 0 | 6 | 6 (3)          |                           |   |
| 5 | Bandera de Estados Unidos | Bob Bryan                     | 6 | 3 | 7              |                           |   |

### Cuartos de final
| | Bandera de Rusia           | Rusia                             | 3    | 2 | República Checa | Bandera de República Checa |     |
| --- | -------------------------- | --------------------------------- | ---- | - | --------------- | -------------------------- | --- |
| Palacio de los Deportes Luzhniki, Moscú, Rusia 11 al 13 de abril de 2008 |                            |                                   |      |   |                 |                            |     |
| \| 1 \| \| Marat Safin \| 6(5) \| 4 \| 6 \| 6 \| 6 \| \| 1 \| \| Tomáš Berdych \| 7 \| 6 \| 3 \| 2 \| 4 \| \| 2 \| \| Ígor Andréiev \| 3 \| 2 \| 4 \| \| \| \| 2 \| \| Radek Štěpánek \| 6 \| 6 \| 6 \| \| \| \| 3 \| \| Ígor Andréiev – Nikolái Davydenko \| 3 \| 6 \| 7 \| 6 \| \| \| 3 \| \| Radek Štěpánek – Pavel Vízner \| 6 \| 3 \| 5 \| 4 \| \| \| 4 \| \| Nikolái Davydenko \| 6 \| 2 \| 6(5) \| 6 \| 1 \| \| 4 \| \| Tomáš Berdych \| 3 \| 6 \| 7 \| 3 \| 2 R \| \| 5 \| \| Marat Safin \| 3 \| 3 \| \| \| \| \| 5 \| \| Lukáš Dlouhý \| 6 \| 6 \| \| \| \| |                            |                                   |      |   |                 |                            |     |
| 1 | Bandera de Rusia           | Marat Safin                       | 6(5) | 4 | 6               | 6                          | 6   |
| 1 | Bandera de República Checa | Tomáš Berdych                     | 7    | 6 | 3               | 2                          | 4   |
| 2 | Bandera de Rusia           | Ígor Andréiev                     | 3    | 2 | 4               |                            |     |
| 2 | Bandera de República Checa | Radek Štěpánek                    | 6    | 6 | 6               |                            |     |
| 3 | Bandera de Rusia           | Ígor Andréiev – Nikolái Davydenko | 3    | 6 | 7               | 6                          |     |
| 3 | Bandera de República Checa | Radek Štěpánek – Pavel Vízner     | 6    | 3 | 5               | 4                          |     |
| 4 | Bandera de Rusia           | Nikolái Davydenko                 | 6    | 2 | 6(5)            | 6                          | 1   |
| 4 | Bandera de República Checa | Tomáš Berdych                     | 3    | 6 | 7               | 3                          | 2 R |
| 5 | Bandera de Rusia           | Marat Safin                       | 3    | 3 |                 |                            |     |
| 5 | Bandera de República Checa | Lukáš Dlouhý                      | 6    | 6 |                 |                            |     |

| | Bandera de Argentina | Argentina                          | 4 | 1 | Suecia | Bandera de Suecia |   |
| --- | -------------------- | ---------------------------------- | - | - | ------ | ----------------- | - |
| Estadio Parque Roca, Buenos Aires, Argentina 11 al 13 de abril de 2008 |                      |                                    |   |   |        |                   |   |
| \| 1 \| \| David Nalbandian \| 6 \| 5 \| 6 \| 6 \| \| \| 1 \| \| Thomas Johansson \| 2 \| 7 \| 4 \| 2 \| \| \| 2 \| \| José Acasuso \| 0 \| 4 \| 1 \| \| \| \| 2 \| \| Robin Söderling \| 6 \| 6 \| 6 \| \| \| \| 3 \| \| Guillermo Cañas – David Nalbandián \| 7 \| 6 \| 6 \| \| \| \| 3 \| \| Jonas Björkman – Robert Lindstedt \| 5 \| 4 \| 4 \| \| \| \| 4 \| \| David Nalbandián \| 6 \| 1 \| 4 \| 6 \| 9 \| \| 4 \| \| Robin Söderling \| 4 \| 6 \| 6 \| 4 \| 7 \| \| 5 \| \| Juan Mónaco \| 6 \| 6 \| \| \| \| \| 5 \| \| Thomas Johansson \| 3 \| 3 \| \| \| \| |                      |                                    |   |   |        |                   |   |
| 1 | Bandera de Argentina | David Nalbandian                   | 6 | 5 | 6      | 6                 |   |
| 1 | Bandera de Suecia    | Thomas Johansson                   | 2 | 7 | 4      | 2                 |   |
| 2 | Bandera de Argentina | José Acasuso                       | 0 | 4 | 1      |                   |   |
| 2 | Bandera de Suecia    | Robin Söderling                    | 6 | 6 | 6      |                   |   |
| 3 | Bandera de Argentina | Guillermo Cañas – David Nalbandián | 7 | 6 | 6      |                   |   |
| 3 | Bandera de Suecia    | Jonas Björkman – Robert Lindstedt  | 5 | 4 | 4      |                   |   |
| 4 | Bandera de Argentina | David Nalbandián                   | 6 | 1 | 4      | 6                 | 9 |
| 4 | Bandera de Suecia    | Robin Söderling                    | 4 | 6 | 6      | 4                 | 7 |
| 5 | Bandera de Argentina | Juan Mónaco                        | 6 | 6 |        |                   |   |
| 5 | Bandera de Suecia    | Thomas Johansson                   | 3 | 3 |        |                   |   |

| | Bandera de Alemania | Alemania                                   | 1    | 4    | España | Bandera de España |    |
| --- | ------------------- | ------------------------------------------ | ---- | ---- | ------ | ----------------- | -- |
| AWD Dome, Bremen, Alemania 11 al 13 de abril de 2008 |                     |                                            |      |      |        |                   |    |
| \| 1 \| \| Nicolas Kiefer \| 6(5) \| 0 \| 3 \| \| \| \| 1 \| \| Rafael Nadal \| 7 \| 6 \| 6 \| \| \| \| 2 \| \| Philipp Kohlschreiber \| 7 \| 6 \| 4 \| 2 \| \| \| 2 \| \| David Ferrer \| 6(4) \| 7 \| 6 \| 6 \| \| \| 3 \| \| Philipp Kohlschreiber – Philipp Petzschner \| 7 \| 6(1) \| 4 \| 6 \| 10 \| \| 3 \| \| Feliciano López – Fernando Verdasco \| 6(4) \| 7 \| 6 \| 2 \| 12 \| \| 4 \| \| Michael Berrer \| 6 \| 6(5) \| 4 \| \| \| \| 4 \| \| Fernando Verdasco \| 2 \| 7 \| 6 \| \| \| \| 5 \| \| Nicolas Kiefer \| 6 \| 7 \| \| \| \| \| 5 \| \| Feliciano López \| 3 \| 6(2) \| \| \| \| |                     |                                            |      |      |        |                   |    |
| 1 | Bandera de Alemania | Nicolas Kiefer                             | 6(5) | 0    | 3      |                   |    |
| 1 | Bandera de España   | Rafael Nadal                               | 7    | 6    | 6      |                   |    |
| 2 | Bandera de Alemania | Philipp Kohlschreiber                      | 7    | 6    | 4      | 2                 |    |
| 2 | Bandera de España   | David Ferrer                               | 6(4) | 7    | 6      | 6                 |    |
| 3 | Bandera de Alemania | Philipp Kohlschreiber – Philipp Petzschner | 7    | 6(1) | 4      | 6                 | 10 |
| 3 | Bandera de España   | Feliciano López – Fernando Verdasco        | 6(4) | 7    | 6      | 2                 | 12 |
| 4 | Bandera de Alemania | Michael Berrer                             | 6    | 6(5) | 4      |                   |    |
| 4 | Bandera de España   | Fernando Verdasco                          | 2    | 7    | 6      |                   |    |
| 5 | Bandera de Alemania | Nicolas Kiefer                             | 6    | 7    |        |                   |    |
| 5 | Bandera de España   | Feliciano López                            | 3    | 6(2) |        |                   |    |

| | Bandera de Estados Unidos | Estados Unidos                  | 4    | 1    | Francia | Bandera de Francia |   |
| --- | ------------------------- | ------------------------------- | ---- | ---- | ------- | ------------------ | - |
| Coliseo Joel, Winston-Salem, Estados Unidos 11 al 13 de abril de 2008 |                           |                                 |      |      |         |                    |   |
| \| 1 \| \| Andy Roddick \| 6 \| 7 \| 7 \| \| \| \| 1 \| \| Michael Llodra \| 2 \| 6(4) \| 6(5) \| \| \| \| 2 \| \| James Blake \| 7 \| 6(4) \| 6 \| 3 \| 7 \| \| 2 \| \| Paul-Henri Mathieu \| 6(5) \| 7 \| 3 \| 6 \| 5 \| \| 3 \| \| Bob Bryan – Mike Bryan \| 7 \| 5 \| 3 \| 4 \| \| \| 3 \| \| Arnaud Clément – Michael Llodra \| 6(8) \| 7 \| 6 \| 6 \| \| \| 4 \| \| Andy Roddick \| 6 \| 6 \| 6 \| \| \| \| 4 \| \| Paul-Henri Mathieu \| 2 \| 3 \| 2 \| \| \| \| 5 \| \| James Blake \| 6(5) \| 6 \| 6 \| \| \| \| 5 \| \| Richard Gasquet \| 7 \| 4 \| 4 \| \| \| |                           |                                 |      |      |         |                    |   |
| 1 | Bandera de Estados Unidos | Andy Roddick                    | 6    | 7    | 7       |                    |   |
| 1 | Bandera de Francia        | Michael Llodra                  | 2    | 6(4) | 6(5)    |                    |   |
| 2 | Bandera de Estados Unidos | James Blake                     | 7    | 6(4) | 6       | 3                  | 7 |
| 2 | Bandera de Francia        | Paul-Henri Mathieu              | 6(5) | 7    | 3       | 6                  | 5 |
| 3 | Bandera de Estados Unidos | Bob Bryan – Mike Bryan          | 7    | 5    | 3       | 4                  |   |
| 3 | Bandera de Francia        | Arnaud Clément – Michael Llodra | 6(8) | 7    | 6       | 6                  |   |
| 4 | Bandera de Estados Unidos | Andy Roddick                    | 6    | 6    | 6       |                    |   |
| 4 | Bandera de Francia        | Paul-Henri Mathieu              | 2    | 3    | 2       |                    |   |
| 5 | Bandera de Estados Unidos | James Blake                     | 6(5) | 6    | 6       |                    |   |
| 5 | Bandera de Francia        | Richard Gasquet                 | 7    | 4    | 4       |                    |   |

### Semifinales
| | Bandera de Argentina | Argentina                          | 3    | 2 | Rusia | Bandera de Rusia |   |
| --- | -------------------- | ---------------------------------- | ---- | - | ----- | ---------------- | - |
| Estadio Parque Roca, Buenos Aires, Argentina 19 al 21 de septiembre de 2008 |                      |                                    |      |   |       |                  |   |
| \| 1 \| \| David Nalbandian \| 7 \| 6 \| 6 \| \| \| \| 1 \| \| Ígor Andréiev \| 6(5) \| 2 \| 4 \| \| \| \| 2 \| \| Juan Martín Del Potro \| 6 \| 6 \| 6 \| \| \| \| 2 \| \| Nikolái Davydenko \| 1 \| 4 \| 2 \| \| \| \| 3 \| \| Guillermo Cañas – David Nalbandian \| 2 \| 1 \| 7 \| 6 \| 6 \| \| 3 \| \| Ígor Kunitsyn – Dmitri Tursúnov \| 6 \| 6 \| 6(9) \| 3 \| 8 \| \| 4 \| \| David Nalbandian \| 6 \| 3 \| 6(2) \| 0 \| \| \| 4 \| \| Nikolái Davydenko \| 3 \| 6 \| 7 \| 6 \| \| \| 5 \| \| Juan Martín Del Potro \| 6 \| 6 \| 6 \| \| \| \| 5 \| \| Ígor Andréiev \| 4 \| 2 \| 1 \| \| \| |                      |                                    |      |   |       |                  |   |
| 1 | Bandera de Argentina | David Nalbandian                   | 7    | 6 | 6     |                  |   |
| 1 | Bandera de Rusia     | Ígor Andréiev                      | 6(5) | 2 | 4     |                  |   |
| 2 | Bandera de Argentina | Juan Martín Del Potro              | 6    | 6 | 6     |                  |   |
| 2 | Bandera de Rusia     | Nikolái Davydenko                  | 1    | 4 | 2     |                  |   |
| 3 | Bandera de Argentina | Guillermo Cañas – David Nalbandian | 2    | 1 | 7     | 6                | 6 |
| 3 | Bandera de Rusia     | Ígor Kunitsyn – Dmitri Tursúnov    | 6    | 6 | 6(9)  | 3                | 8 |
| 4 | Bandera de Argentina | David Nalbandian                   | 6    | 3 | 6(2)  | 0                |   |
| 4 | Bandera de Rusia     | Nikolái Davydenko                  | 3    | 6 | 7     | 6                |   |
| 5 | Bandera de Argentina | Juan Martín Del Potro              | 6    | 6 | 6     |                  |   |
| 5 | Bandera de Rusia     | Ígor Andréiev                      | 4    | 2 | 1     |                  |   |

| | Bandera de España         | España                              | 4    | 1    | Estados Unidos | Bandera de Estados Unidos |   |
| --- | ------------------------- | ----------------------------------- | ---- | ---- | -------------- | ------------------------- | - |
| Plaza de Toros de Las Ventas, Madrid, España 19 al 21 de septiembre de 2008 |                           |                                     |      |      |                |                           |   |
| \| 1 \| \| Rafael Nadal \| 6(5) \| 6 \| 6 \| 6 \| \| \| 1 \| \| Sam Querrey \| 7 \| 4 \| 3 \| 4 \| \| \| 2 \| \| David Ferrer \| 7 \| 2 \| 1 \| 6 \| 8 \| \| 2 \| \| Andy Roddick \| 6(5) \| 6 \| 6 \| 4 \| 6 \| \| 3 \| \| Feliciano López – Fernando Verdasco \| 6 \| 4 \| 3 \| 6 \| 4 \| \| 3 \| \| Mike Bryan – Mardy Fish \| 4 \| 6 \| 6 \| 4 \| 6 \| \| 4 \| \| Rafael Nadal \| 6 \| 6 \| 6 \| \| \| \| 4 \| \| Andy Roddick \| 4 \| 0 \| 4 \| \| \| \| 5 \| \| Feliciano López \| 7 \| 7 \| \| \| \| \| 5 \| \| Sam Querrey \| 6(4) \| 6(5) \| \| \| \| |                           |                                     |      |      |                |                           |   |
| 1 | Bandera de España         | Rafael Nadal                        | 6(5) | 6    | 6              | 6                         |   |
| 1 | Bandera de Estados Unidos | Sam Querrey                         | 7    | 4    | 3              | 4                         |   |
| 2 | Bandera de España         | David Ferrer                        | 7    | 2    | 1              | 6                         | 8 |
| 2 | Bandera de Estados Unidos | Andy Roddick                        | 6(5) | 6    | 6              | 4                         | 6 |
| 3 | Bandera de España         | Feliciano López – Fernando Verdasco | 6    | 4    | 3              | 6                         | 4 |
| 3 | Bandera de Estados Unidos | Mike Bryan – Mardy Fish             | 4    | 6    | 6              | 4                         | 6 |
| 4 | Bandera de España         | Rafael Nadal                        | 6    | 6    | 6              |                           |   |
| 4 | Bandera de Estados Unidos | Andy Roddick                        | 4    | 0    | 4              |                           |   |
| 5 | Bandera de España         | Feliciano López                     | 7    | 7    |                |                           |   |
| 5 | Bandera de Estados Unidos | Sam Querrey                         | 6(4) | 6(5) |                |                           |   |

### Final
| Estadio Polideportivo Islas Malvinas, Mar del Plata, Argentina 21 al 23 de noviembre de 2008 |                      |                                     |            |            |            |            |            |  |
| \| 1 \| \| David Nalbandian \| 6 \| 6 \| 6 \| \| \| \| \| 1 \| \| David Ferrer \| 3 \| 2 \| 3 \| \| \| \| \| 2 \| \| Juan Martín del Potro \| 6 \| 6(2) \| 6(4) \| 3 \| \| \| \| 2 \| \| Feliciano López \| 4 \| 7 \| 7 \| 6 \| \| \| \| 3 \| \| Agustín Calleri – David Nalbandian \| 7 \| 5 \| 6(5) \| 3 \| \| \| \| 3 \| \| Feliciano López – Fernando Verdasco \| 5 \| 7 \| 7 \| 6 \| \| \| \| 4 \| \| José Acasuso \| 3 \| 7 \| 6 \| 3 \| 1 \| \| \| 4 \| \| Fernando Verdasco \| 6 \| 6(3) \| 4 \| 6 \| 6 \| \| \| 5 \| \| David Nalbandian \| No se jugó \| No se jugó \| No se jugó \| No se jugó \| No se jugó \| \| \| 5 \| Feliciano López \| \| No se jugó \| No se jugó \| No se jugó \| No se jugó \| No se jugó \| \| |                      |                                     |            |            |            |            |            |  |
| 1 | Bandera de Argentina | David Nalbandian                    | 6          | 6          | 6          |            |            |  |
| 1 | Bandera de España    | David Ferrer                        | 3          | 2          | 3          |            |            |  |
| 2 | Bandera de Argentina | Juan Martín del Potro               | 6          | 6(2)       | 6(4)       | 3          |            |  |
| 2 | Bandera de España    | Feliciano López                     | 4          | 7          | 7          | 6          |            |  |
| 3 | Bandera de Argentina | Agustín Calleri – David Nalbandian  | 7          | 5          | 6(5)       | 3          |            |  |
| 3 | Bandera de España    | Feliciano López – Fernando Verdasco | 5          | 7          | 7          | 6          |            |  |
| 4 | Bandera de Argentina | José Acasuso                        | 3          | 7          | 6          | 3          | 1          |  |
| 4 | Bandera de España    | Fernando Verdasco                   | 6          | 6(3)       | 4          | 6          | 6          |  |
| 5 | Bandera de Argentina | David Nalbandian                    | No se jugó | No se jugó | No se jugó | No se jugó | No se jugó |  |
| 5 | Bandera de España    | Feliciano López                     | No se jugó | No se jugó | No se jugó | No se jugó | No se jugó |  |

## Play-offs al Grupo Mundial
- Fecha: 19 al 21 de septiembre

| Lugar                           | Superficie    | Local          | Marcador | Visitante         |
| ------------------------------- | ------------- | -------------- | -------- | ----------------- |
| Antofagasta, Chile              | Tierra        | Chile          | 3-2      | Australia (3)     |
| Wimbledon, Londres, Reino Unido | Césped        | Reino Unido    | 2-3      | Austria (7)       |
| Lausanne, Suiza                 | Indoor dura   | Suiza          | 4-1      | Bélgica (4)       |
| Zadar, Croacia                  | Indoor dura   | Croacia (1)    | 4-1      | Brasil            |
| Ramat HaSharon, Israel          | Dura          | Israel (8)     | 4-1      | Perú              |
| Apeldoorn, Países Bajos         | Indoor tierra | Países Bajos   | 3-2      | Corea del Sur (5) |
| Bucarest, Rumanía               | Tierra        | Rumania (6)    | 4-1      | India             |
| Bratislava, Eslovaquia          | Indoor dura   | Eslovaquia (2) | 1-4      | Serbia            |

## Grupos regionales

### Grupo 1América
| Países   | 1.ª ronda    | Semifinal    | Semifinal 2  | Clasificación |
| -------- | ------------ | ------------ | ------------ | ------------- |
| Brasil   |              | 4:1 ante (L) |              | Repesca       |
| Canadá   | 4:1 ante (L) | 2:3 ante (V) |              |               |
| Chile    |              | 3:2 ante (L) |              | Repesca       |
| Colombia | 3:2 ante (V) | 4:1 ante (L) |              |               |
| México   | 1:4 ante (V) |              | 2:3 ante (L) | Descendido    |
| Uruguay  | 2:3 ante (L) |              | 3:2 ante (V) |               |

### Grupo 1Asia/Oceanía
- Australia - avanza al repechaje del Grupo Mundial
- China Taipéi
- India - avanza al repechaje del Grupo Mundial
- Japón
- Kazajistán
- Filipinas - desciende al Grupo Asia/Oceanía II (entra Nueva Zelanda)
- Tailandia
- Uzbekistán

### Grupo 1Europa/África
- Bielorrusia
- Croacia - avanza al repechaje del Grupo Mundial
- Georgia - desciende al Grupo Europa/África II (entra Sudáfrica)
- Italia
- Letonia - desciende al Grupo Europa/África II (entra Ucrania)
- Macedonia del Norte
- Países Bajos - avanza al repechaje del Grupo Mundial
- Eslovaquia - avanza al repechaje del Grupo Mundial
- Suiza - avanza al repechaje del Grupo Mundial
- Polonia